# Twisted Tales
Twisted Tales fue una antología de cómics de horror publicada por Pacific Comics y después por Eclipse Comics, a principios del 1980. El título fue editado por Bruce Jones y  April Campbell.

## Publicación
Twisted Tales se publicó en un formato bimensual por Pacific Comics a partir de noviembre de 1982 a mayo de 1984 (ocho números). Después de la quiebra de Pacific, dos números finales fueron publicados por Eclipse Comics en noviembre y diciembre de 1984. En agosto de 1986, Blackthorne Publishing publicó Twisted Tales 3-D # 1 (# 7 en su serie 3-D), con reimpresiones de historias tomadas de las entregas anteriores. En noviembre de 1987, una impresión de "Twisted Tales" fue lanzada por Eclipse Comics con una cubierta de Dave Stevens, con historias y arte inéditos.
Con tres excepciones ("La Fiesta" de William F. Nolan en el # 8, "Estación Lluviosa" de Dennis Etchisonen el # 9, y  "Si ella muere" de David Carren en la edición # 10, que más tarde fue adaptado en un episodio de la versión de 1980 de La Dimensión Desconocida), todas las historias de Twisted Tales fueron escritas por Jones, que había mostrado una habilidad especial para el horror una década antes, cuando trabajaba como guionista de Warren Publishing, escribiendo para los títulos Creepy y Eerie. Jones, quien se describe a sí mismo como un "niño de los años 50", fue fuertemente influenciado por el horror y la ciencia ficción de las películas de esa década. Sin embargo, como se señaló en su editorial en la edición # 1, su principal fuente de inspiración fueron los cuentos sangrientos e irónicamente moralistas de los cómics de horror publicados por EC Comics. Su trabajo en Twisted Tales, a menudo utiliza el final sorpresa, añade además enormes cantidades de violencia gráfica y sexualidad al estilo de EC, sumándole además abundante desnudez femenina, por lo que el título se consideraba como un artículo solo para adultos; varias ediciones lucían un "Recomendado para lectores maduros" de advertencia en la portada.
Probablemente la historia más espantosa y controversial que apareció en el cómic fue "Las Lecciones Banjo" en la edición de abril de 1983 (n.º 5), con arte por el ex ilustrador de comics underground Rand Holmes. Una historia sobre la violencia asesina que se produce en día de verano cuando un recuerdo reprimido se activa inocentemente, revelando una mezcla impactante de extrema crueldad, canibalismo, homosexualidad, casi rozando el racismo. El relato fue precedido de un comentario especial de Campbell pidiendo disculpas de antemano por cualquier acusación de intolerancia que la historia podría generar, pero las respuestas emocionales de los lectores a la historia llenaron la columna de cartas de la edición siguiente.
Las portadas fueron realizadas, entre otros, por Richard Corben, John Bolton y Bernie Wrightson.  Los artistas que contribuyeron en el arte de las historias incluyeron a Corben, Bolton, Wrightson, Mike Ploog, Val Mayerik, Bill Wray, Tim Conrad, Alfredo Alcala y Rick Geary, además de una historia escrita e ilustrada por el propio editor Jones .
En 1985, poco después de la cancelación de Twisted Tales, Eclipse comenzó a publicar The Twisted Tales of Bruce Jones, que ofrecía historias de ciencia ficción, fantasía y de terror escritas e ilustradas por Jones. A pesar de que la cubierta de la emisión inicial señala que iba a ser "Parte 1 de 2", el título se amplió a un total de cuatro números y dejó de publicarse en 1986.
En enero del 2005, Todd McFarlane anuncio estaba por producir una serie de televisión de media hora para la Fox llamado Twisted Tales, basado en el cómic, del cual McFarlane había conseguido los derechos. Sin embargo, de acuerdo con Bruce Jones, Twisted Tales Él era tenía los derechos creativos y no eran propiedad de McFarlane.

## Números Publicados
| #  | Fecha de publicación | Artista de Portada | Título (Título Original)                                     | Dibujante                | Trama |
| -- | -------------------- | ------------------ | ------------------------------------------------------------ | ------------------------ | --- |
| 1  | Noviembre de 1982    | Richard Corben     | Infectado (Infected)                                         | Richard Corben           | Un deshonesto cobrador de créditos seduce a una hermosa mujer que le advirtió de antemano que ella tiene "cangrejos"                                                                                  |
|    |                      |                    | Fuera de su Profundidad (Out of His Depth)                   | Alfredo Alcala           | Un hombre estúpido pero millonario regresa de la tumba para matar a la esposa que lo asesino |
|    |                      |                    | Una caminata en los bosques (A Walk in the Woods)            | Bret Blevins             | Una pareja de vacaciones en Alemania se encuentra atrapada dentro de horribles cuentos de hadas |
|    |                      |                    | Todos los Santos (All Hallows)                               | Tim Conrad               | Un grupo de chicos ayudan en la búsqueda de venganza de un cadáver cada Hallowe'en |
| 2  | Abril de 1983        | Bernie Wrightson   | Por encima de él (Over His Head)                             | Mike Ploog               | Las ensoñaciones de un perdedor sobre una aventura romántica con una hermosa mujer, terminan trágicamente cuando el la asesina y él se ahoga                                                          |
|    |                      |                    | Guardia Nocturna (Night Watch)                               | Ken Steacy               | La batalla entre los miembros de un pelotón y una rata resulta ser solo el juego de un niño con soldados de juguete                                                                                   |
|    |                      |                    | Niño Terrible (Infant Terrible)                              | Val Mayerik              | El feto abortado de una joven mujer es arrojado en un río contaminado, donde se convierte en un monstruo que busca revancha                                                                           |
|    |                      |                    | Demonios de la velocidad (Speed Demons)                      | Rand Holmes              | Una pareja fantasma alienta a un taxista a conducir imprudentemente rápido |
| 3  | Junio de 1983        | Richard Corben     | Yo y el viejo Rex (Me an' ol' Rex)                           | Richard Corben           | El amigo imaginario de un niño, un dinosaurio, es en realidad su padre, un caníbal encadenado en el granero                                                                                           |
|    |                      |                    | Desatinado (Off Key)                                         | Doug Wildey              | Una Joven pareja descubre que sus vidas están controladas inadvertidamente por el constante cambio en el guion.                                                                                       |
|    |                      |                    | Con Honor (With Honor)                                       | Bill Wray                | Un soldado japonés convence a su amigo de permanecer en una isla después del fin de la guerra para poder quedarse con su esposa                                                                       |
|    |                      |                    | Pecho hundido (Sunken Chest)                                 | Bret Blevins             | Un abusivo pescador dejado en el océano para morir por el amante de su esposa, es devorado por un enorme tiburón                                                                                      |
| 4  | Agosto de 1983       | John Bolton        | El pozo (The Well)                                           | John Bolton              | Una joven sigue a su marido dentro de un pozo, donde es atacada por un grupo de malévolos monstruos                                                                                                   |
|    |                      |                    | Justo a tiempo (Nick of Time)                                | Don Lomax                | Un par de amantes inventan un elaborado plan para deshacerse de sus parejas |
|    |                      |                    | El lugar secreto (The Secret Place)                          | Bruce Jones              | Un chico solitario desarrolla una amistad con una criatura escondida en un lago |
| 5  | Octubre de 1983      | Richard Corben     | Eliminado (Terminated)                                       | Richard Corben           | Aldeanos asesinan a tiros a un hombre terriblemente enfermo, cuyos restos ensangrentados caen en el suministro de agua de la ciudad                                                                   |
|    |                      |                    | Rasguños...rasguños...rasguños (Scritch...Scritch...Scritch) | Bill Wray                | Un hombre inventa un ingenioso plan para obligar a su amigo a suicidarse y después poder seducir a la esposa.                                                                                         |
|    |                      |                    | Mayoría de uno (Majority of One)                             | Val Mayerik              | Monstruos son cazados y asesinados de forma rutinaria. |
|    |                      |                    | Las lecciones de Banjo (Banjo Lessons)                       | Rand Holmes              | Un hombre en juicio por los espeluznantes crímenes de sus tres mejores amigos revela las circunstancias que condujeron a las muertes                                                                  |
| 6  | Enero de 1984        | John Bolton        | Tu, Ilusión (You, Illusion)                                  | John Bolton              | Un anciano controla la vida de otras personas a través de sus sueños |
|    |                      |                    | Caminata Vespertina (Evening Walk)                           | John Totleben            | Un hombre camina con su perro por la ciudad y al llegar la noche se transforma el mismo en un perro, mientras que el perro se transforma en una mujer                                                 |
|    |                      |                    | Lazos del hogar (Home Ties)                                  | Mike Hoffman             | En una mansión, un hombre observa un asesinato y un homicidio recreado por fantasmas |
|    |                      |                    | Inquilinos (Roomers)                                         | Attilio Micheluzzi       | Un anciano espera sentado a la muerte en su departamento |
| 7  | Marzo de 1984        | John Bolton        | El pasatiempo de Holly (Holly's Hobby)                       | John Bolton              | Una anciana excéntrica asesina a los visitantes y conserva sus cabezas para fines macabros |
|    |                      |                    | Enganchado! (Hooked!)                                        | Bill Wray                | Un vividor se encuentra con el hijo de su última conquista |
|    |                      |                    | Pie Grande (Sasquatch)                                       | Ian Aiken & Brian Garvey | Canibalismo, una terrible venganza y un monstruo |
|    |                      |                    | En silencio (Shut-In)                                        | Tanino Liberatore        | Un anciano incapaz de moverse busca venganza |
| 8  | Mayo de 1984         | John Pound         | Lo que aguarda en la Oscuridad (Way down there in the Dark)  | Thom Enriquez            | Un niño que sufre de maltrato tiene una conexión telepática con un ser que vive en las cloacas |
|    |                      |                    | Primeras Impresiones (First Impressions)                     | Butch Guice              | Después de profanar la tumba de su odiado profesor y robar su reloj, un joven estudiante recibe un presente más                                                                                       |
|    |                      |                    | Un incidente inquietante (An Unsettling Incident)            | Rick Geary               | En 1735, un jover asesina a su esposa y cuñada con un hacha |
|    |                      |                    | La Fiesta (The Party)                                        | Mike Hoffman             | Un hombre está atrapado en una fiesta infernal por toda la eternidad |
| 9  | Noviembre de 1984    | John Bolton        | Paneles Deformados (Warped Panels)                           | Thom Enriquez            | El escritor y su amigo artista se encuentran atrapados en una historieta |
|    |                      |                    | Luces Mortales (Deadlights)                                  | Bill Wray                | Fantasmas adolescentes asustan en una carretera |
|    |                      |                    | El hombre Lobo Spade y yo (Spade, the Werewolf, and Me)      | Val Mayerik              | Después de ser mordido por un lobo monstruoso, el mejor amigo de un niño se convierte en un hombre lobo                                                                                               |
|    |                      |                    | Temporada de Lluvias (Wet Season)                            | Mike Hoffman             | Numerosos seres con forma femenina, provenientes de un mundo acuático se casan con hombres de una pequeña ciudad y empieza el horror                                                                  |
| 10 | Diciembre de 1984    | John Pound         | Cerveza (Beer)                                               | Berni Wrightson          | Un recién llegado a un pueblo canadiense cubierto de nieve se detiene en un bar para tomar una cerveza y escuchar una historia terrorífica sobre un Sasquatch                                         |
|    |                      |                    | Uno por el Dinero... (One for the Money…)                    | Bill Wray                | Un ladrón roba una casa durante una fiesta de disfraces y asesina a un invitado con un traje de oso. Decide tomar el traje del muerto y escapar hacia el bosque, donde la fortuna le da la espalda    |
|    |                      |                    | Ataque salvaje (Hatchet Job)                                 | Gray Morrow              | Un viajero del tiempo desea ser testigo de los asesinatos de Lizzie Borden, con consecuencias desastrosas.                                                                                            |
|    |                      |                    | ...Dos por el Show! (…Two for the Show!)                     | Bill Wray                | En una fiesta de disfraces, un hombre en un traje de oso mata accidentalmente a un ladrón durante una lucha. Él mismo se embolsa el botín robado y escapa al bosque donde la fortuna le dala espalda. |
|    |                      |                    | Si ella muere (If She Dies)                                  | Attilio Micheluzzi       | Un Padre que espera la muerte inminente de su hija es visitado por el fantasma de una niña. |
|    |                      |                    | Veneno en la despensa (Poison in the Pantry)                 | Rick Geary               | Mujer mata a su nuevo marido y su familia con un veneno "A prueba de ratas". |
| 1  | Agosto de 1986       | Steve Huston       | Eliminado (Terminated)                                       | Rich Corben              | Renderizado 3D de la historia de la edición # 5 |
|    | Edición 3-D          |                    | Lo que aguarda en la Oscuridad (Way down there in the Dark)  | Tom Enriguez             | Renderizado 3D de la historia de la edición # 8 |
|    |                      |                    | Primeras Impresiones (First Impressions)                     | Butch Guice              | Renderizado 3D de la historia de la edición # 8 |
|    |                      |                    | Caminata Vespertina (Evening Walk)                           | John Totleben            | Renderizado 3D de la historia de la edición # 6 |
|    |                      |                    | Tu, Ilusión (You, Illusion)                                  | John Bolton              | Renderizado 3D de la historia de la edición # 6 |
| NA | Noviembre de 1987    | Dave Stevens       | Termitas de Marte (Termites from Mars)                       | Rick Stasi               | En los 50's, un grupo de muchachos de una pequeña ciudad que aman las películas de ciencia ficción, experimentan una noche inolvidable en una casa encantada                                          |
|    |                      |                    | Fraternidad (Fraternity)                                     | Scott Saavedra           | Un hombre gordo y solitario recoge chicas que trabajan en bares, contándoles historias sobre su hermano muerto                                                                                        |
|    |                      |                    | Buceo Nocturno (Night Dive)                                  | Henry Mayo               | Un joven ambicioso se une a un exclusivo club de yates y lo que encuentra es un boleto de ida a la bodega de Davy Jones                                                                               |